# Gare des Bons-Pères
La gare des Bons-Pères est une gare ferroviaire française de la ligne de Creil à Jeumont, située sur le territoire de la commune de Rousies, dans le département du Nord en région Hauts-de-France. 
C'est une halte voyageurs de la Société nationale des chemins de fer français (SNCF), desservie par des trains TER Hauts-de-France.

## Situation ferroviaire
Établie à 133 mètres d'altitude, la gare des Bons-Pères est située au point kilométrique (PK) 231,720 de la ligne de Creil à Jeumont, entre les gares de Maubeuge et de Recquignies. 

## Service des voyageurs

### Accueil
Halte SNCF, c'est un point d'arrêt non géré (PANG) à entrée libre.

### Desserte
Les Bons-Pères est desservie par des trains TER Hauts-de-France qui effectuent des missions entre les gares : d'Aulnoye-Aymeries et de Jeumont ; de Lille-Flandres et de Jeumont.

### Intermodalité
Le stationnement des véhicules est possible à proximité. La gare est desservie par la ligne 55 du réseau Stibus.